# Gattonia nigra
Gattonia nigra är en stekelart som beskrevs av Boucek 1988. Gattonia nigra ingår i släktet Gattonia och familjen finglanssteklar. Inga underarter finns listade i Catalogue of Life.